# Сан-Доминго
Сан-Доминго (фр. Saint-Domingue) — бывшая французская колония на острове Гаити, существовавшая с 1659 по 1804 год, перед тем, как стать независимым государством Республикой Гаити.
Сан-Доминго — русифицированный вариант имени Святого Доминго (французское произношение ближе к Сен-Доменг). До прихода испанцев остров занимали араваки, карибы и таино. Когда Христофор Колумб объявил права Испании на остров (5 декабря 1492 года), он назвал его Эспаньола, что означает «испанский (остров)».
Испания контролировала весь остров Эспаньола (также называемый Санто-Доминго или Сан-Доминго) с 1490-х до XVII века, когда французские пираты стали обосновываться в западной части острова. В 1697 году по Рейсвейкскому мирному договору Испания официально признала французской западную треть острова.
Испания назвала остров Санто-Доминго. Западная часть была заброшена испанскими поселенцами, затем здесь поселились французские буканьеры (изначально на острове Тортуга, затем на Гран-Тер — самом Гаити). Франция назвала западную часть острова Сан-Доминго. В 1804 Сан-Доминго стало независимым государством Гаити.

## Основание
Французские буканьеры обосновались на острове Тортуга в 1625 году. Они жили за счёт пиратских нападений на испанские суда, охоты на одичавший скот и продажи шкур. Хотя испанцы несколько раз уничтожали поселения буканьеров, те при первой же возможности возвращались, что было вызвано изобилием природных ресурсов Сан-Доминго — древесины, одичавшего скота и питьевой воды. Официальное поселение на Тортуге было основано в 1659 году по поручению французского короля Людовика XIV.
Среди буканьеров был известен Бертран д’Ожеро, сыгравший заметную роль в освоении Сан-Доминго. Он поощрял выращивание табака, что привело к вытеснению буканьеров и флибустьеров, не подчинявшихся королевской власти до 1660, земледельцами. Д’Ожеро также привлёк множество поселенцев с Мартиники и Гваделупы, вытесненных из-за нехватки земли, вызванной расширением сахарных плантаций в этих колониях. Но в 1670-м, вскоре после основания Кап-Франсуа (позднее Кап-Франсе, современный Кап-Аитьен), наступил табачный кризис, и значительное число плантаций было заброшено. Выросла слава пиратства; участились грабежи, подобные нападению на Веракрус в 1683 или Кампече в 1686. Вместе с тем стали появляться плантации индиго и сахарного тростника. Первая сахарная мельница была построена в 1685 году.
В 1697 году по Рейсвейкскому мирному договору Испания официально передала Франции западную треть острова.

## Возвышение колонии
Показатели производства сахара на Сен-Доминго − самом процветающем из заморских владений Франции — неуклонно росли: 63 тыс. тонн в 1767 году, 86 тыс. тонн в 1789 году. Накануне революции 1789 года колониальные товары с Сен-Доминго составляли треть французского экспорта.

## Окончание колониального правления

#### Революция и кризис (1789–1804)
- Влияние Французской революции:
  - 15 мая 1791 г. – декрет о правах свободных цветных, отвергнутый белыми.
  - 22 августа 1791 г. – массовое восстание рабов на Севере (лидеры: Буссон-Лувертюр, позже Туссен).
- Борьба за власть:
  - 1793 г. – испанцы и англичане вторгаются, используя раскол.
  - 4 февраля 1794 г. – Конвент отменяет рабство. Туссен переходит на сторону Франции.
  - 1801 г. – конституция Туссена: автономия, отмена рабства, пожизненное правление.
- Наполеоновская интервенция (1802–1803):
  - Экспедиция Леклерка (10 тыс. солдат).
  - Предательский арест Туссена (июнь 1802 г.), восстановление плантационного рабства – новое восстание.
  - 1803 г. – победа повстанцев (Дессалин, Кристоф).
- Независимость (1804):
  - 1 января 1804 г. – провозглашение Гаити. Первое государство, созданное бывшими рабами.